# Ögondjur
Ögondjuren (Euglenozoa) är en artrik monofyletisk stam av flagellförsedda protozoer och innefattar såväl ett flertal vanliga arter som några få viktiga parasiter, av vilka några infekterar människan. De kan delas i fyra klasser: Euglenoidea, Kinetoplastea, Diplonemea och Symbiontida.. Ögondjuren är encelliga, vanligen kring 15-40 µm stora, men vissa kan bli ända upp till 500 µm.
Sådär en tredjedel av ögondjursarterna, har grönalger som lever endosymbiotiskt och är därigenom "autotrofa" (dessa har tidigare ofta placerats bland växterna som Euglenophyta), medan resten är heterotrofa. Bland kinetoplastiderna återfinns några viktiga parasiter som sprids med insekter, varav särskilt märks sömnsjukeparasiten Trypanosoma brucei, Trypanosoma cruzi som orsakar Chagas sjukdom och Leishmania som ger upphov till leishmaniasis.